# E5 (bränsle)
E5 är en form av motorbränsle som består av 5% etanol och 95% bensin.
I Sverige såldes all 95-oktanig och 98-oktanig bensin som E5-bränsle, med undantag på Gotland, innan 1 augusti 2021. Därefter höjdes etanolnivån i den 95-oktaniga till E10. 
Observera att oktantalen 95 och 98 inte avser procentandelen bensin utan är ett mått på bränslets förmåga att motstå knackningar.
Enligt en överenskommelse mellan Svenska Petroleuminstitutet (en organisation som sammansluter de största svenska motorbränsleleverantörerna) och Bil Sweden (som sammansluter biltillverkare och -importörer), så garanteras att bensindrivna bilar klarar den minst 5-procentiga etanolinblandningen.
Orsaken till etanolinblandningen är av miljöhänsyn - minskning av fossila koldioxidutsläpp samt miljöfarliga ämnen som finns i motorbensin. 10% är den högsta inblandning som EU tillåter enligt standarden för bensin EN 228.